# Terecô
Terecô é a denominação de uma das religiões afro-brasileiras da cidades de Codó e Bacabal no Maranhão, e Teresina no Piauí.  Também é chamado de Encantaria de Bárbara Soeira, Tambor da Mata ou simplesmente Mata.
Embora alguns de seus elementos identificados como jejes e nagôs, o Terecô possui sua identidade mais atrelada à cultura banto (Angola e Cambinda), tendo como língua ritual é o português. Encontra-se integrado ao Tambor de Mina e à Umbanda, absorvendo os elementos da Encantaria ("encantados da linha da mata").
A origem do termo poderia ser banta, derivada de “intelecô” e teria o mesmo significado que Candomblé. Já se acreditou que poderia ter se originado da imitação do som dos tambores da Mata. 
Segundo Freire(2018), no estado do Maranhão é possível encontrar diversos terreiros de Terecô: Açailândia (MA), Codó (MA), Pedreiras (Maranhão), Bela Vista do Maranhão (MA), Bom Jardim (Maranhão), Bom Jesus das Selvas (MA), São Luís Gonzaga do Maranhão (MA), Coroatá (MA), São Mateus do Maranhão (MA), Santa Inês (Maranhão), Caxias (Maranhão), Conceição do Lago-Açu (MA), Dom Pedro (Maranhão), Esperantinópolis (MA), Lago da Pedra (MA), Presidente Dutra (MA), Trizidela do Vale (MA), Lago Verde (MA), Alto Alegre do Maranhão (MA), Peritoró (MA), Imperatriz (Maranhão), São Luís (Maranhão), Lima Campos (MA), Bom Lugar (MA), Brejo (Maranhão), Pindaré-Mirim (MA), Pio XII (Maranhão), Tufilândia (MA) e Timon (MA).
O Terecô teria se originado de práticas religiosas de antigos escravizados que viviam nas fazendas de algodão de Codó e em suas redondezas, nas matas de coco (babaçu), na bacia do rio Itapecuru, ate o início da prática na zona urbana  às margens da Lagoa do Pajeleiro, nas primeiras década do século XX.
Os sacerdotes desempenham funções de rezadores e curandeiros, tipificados de origem indígena, cultuam cablocos,e integram elementos de tradição religiosas africanas.
Muitos terecozeiros ficaram famosos por trabalhos de magia, inclusive tendo políticos como clientes, como pai-de-santo Bita do Barão. Estima-se que Codó tenha cerca de 300 terreiros de Terecô e Umbanda, o que lhe rendeu a fama nacional de capital da magia. 
O terreiro é o espaço (privado) aberto em frente ou ao lado da casa, destinado a realização de danças ao ar livre, em oposição a rua e salão. Algumas das entidades são a Seu Légua Boji, Pedro Angassu, Rei Cacamador, Tói Averequete, Tói Jagorobossú, Nochê Sobô Babadi, Tói Zomadônu, Seu João da Mata, e Colimaneiro de Amaceda. Embora no Terecô sejam cultuados voduns africanos jeje-nagô do Tambor de Mina da capital, os transes ocorrem principalmente com “voduns da Mata”.